# Kinas kejsare

Kejsarens standar under Qingdynastin.

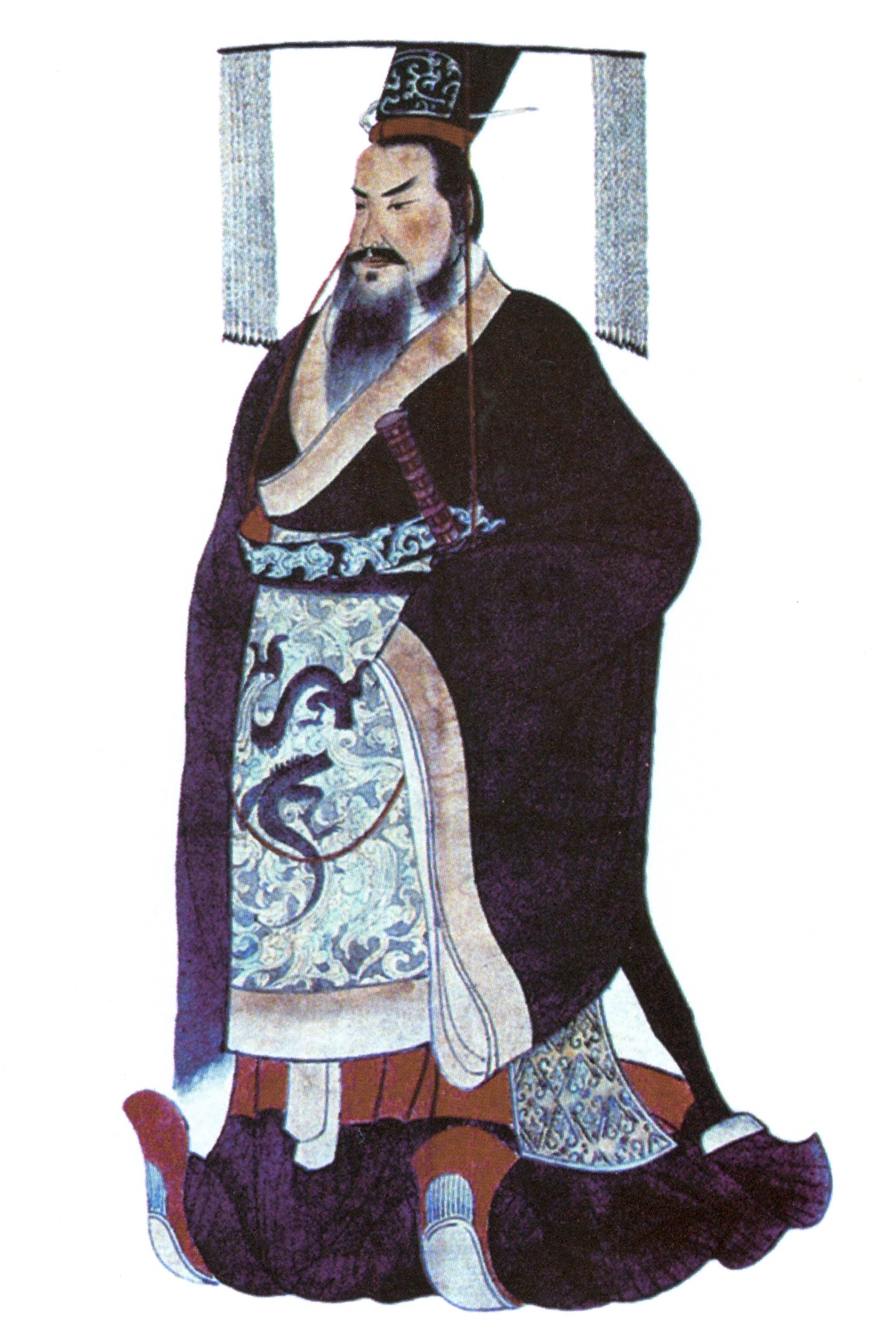
Den förste kejsaren över ett enat Kina: Qin Shi Huangdi.

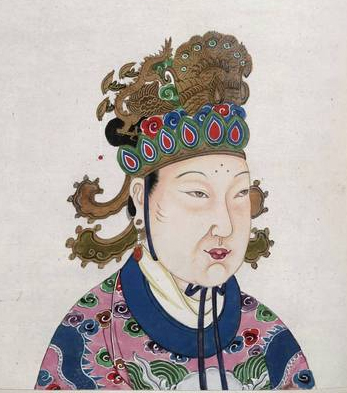
Wu Zetian, den enda kvinna som innehaft titeln kejsare i Kina.

Kinas kejsare avser de kinesiska regenter som innehaft titeln "kejsare" (皇帝). Titeln skapades av Kinas första kejsare Qin Shi Huangdi (r. 221 f.Kr.–210 f.Kr.) som kombinerade orden "皇" (huáng) och "帝" (dì). Båda dessa ord betyder med dagens språkbruk var för sig också "kejsare" men i det antika Kina betydde "皇" "allhärskare" och "帝" associeras med de mytologiska första härskarna Tre härskare och fem kejsare. Den sista kejsaren av Kina brukar tillskrivas Puyi som regerade fram till 1912, även om Yuan Shikai gjorde ett kortvarig försök att återinföra titeln några månader kring årsskiftet 1915/1916
Sammanlagt har det i Kina funnits 557 regenter som innehaft titeln kejsare. Då även inräknat mindre stater inom det området som idag är Kina. Endast en kvinnlig monark återfinns i regentlängden: Wu Zetian. Betydligt fler kvinnor har dock regerat som regenter snarare än som monarker, som exempelvis Änkekejsarinnan Lü och Änkekejsarinnan Cixi.
Kejsartiteln har som regel ärvts från far till son eller från bror till bror inom en dynasti.

## Urval av betydelsefulla kejsare
- Qin Shi Huangdi (r. 221 f.Kr.–210 f.Kr.), Qindynastin. Den första kejsaren
- Han Wudi (r. 141 f.Kr.–87 f.Kr.), Handynastin. Han expanderade riket
- Sui Wen (r. 581–604), Suidynastin. Han enade Kina efter en längre tids splittring.
- Tang Taizong (r. 627–649), Tangdynastin. Genomförde stora reformer
- Wu Zetian (r. 690–705), Zhoudynastin. Kinas enda officiella kvinnliga kejsare.
- Song Huizong (r. 1100–1125), Songdynastin. Han var poet, konstnär, musiker och kalligraf.
- Khubilai khan (r. 1260–1294), Yuandynastin. Han erövrade Songdynastin och grundade Yuandynastin.
- Yongle-kejsaren (r. 1402–1424), Mingdynastin. Han byggde Förbjudna staden.
- Kangxi-kejsaren (r. 1661–1722), Qingdynastin. Han regerade längst av alla kejsare (61 år)

## Listor över kinesiska kejsare
- Lista över Qindynastins kejsare
- Lista över Handynastins kejsare
- Lista över Shu Hans kejsare
- Lista över Östra Wus kejsare
- Lista över Cao Weis kejsare
- Lista över Jindynastins kejsare (265–420)
- Lista över Suidynastins kejsare
- Lista över Tangdynastins kejsare
- Lista över Jindynastins kejsare (1115–1234)
- Lista över Songdynastins kejsare
- Lista över Liaodynastins kejsare
- Lista över Yuandynastins kejsare
- Lista över Mingdynastins kejsare
- Lista över Qingdynastins kejsare

## Listor över kinesiska regenter före kejsartiden
- Lista över Xiadynastins regenter
- Lista över Shangdynastins kungar
- Lista över Zhoudynastins kungar